# Łazek (Beskid Śląski)
Łazek (714 m n.p.m.) szczyt w Paśmie Błatniej w północnej części Beskidu Śląskiego. Znajduje się na północny zachód od niewiele wyższego Czupla, za to piętrzy się stromo ponad znacznie niższą, położoną na północny zachód od niego Zebrzydką. Stok południowo-zachodni opada do Brennicy, północno-wschodni do Jasienicy.
Nazwa Łazek związana jest z okresem powstawania beskidzkich wsi: określenie łaz, pospolite w całych Beskidach, oznacza grunt uprawny wśród lasu, uzyskany metodą żarową, przez wyrąb i wypalenie drzew, krzewów i zarośli.
Na stoku góry znajduje się kamienny krzyż z nieczytelnym rytem inskrypcji w 8 rzędach i rytem daty: 1696. Góra jest całkowicie porośnięta lasem i znajduje się w granicach wsi Brenna w województwie śląskim, w powiecie cieszyńskim, w gminie Brenna.

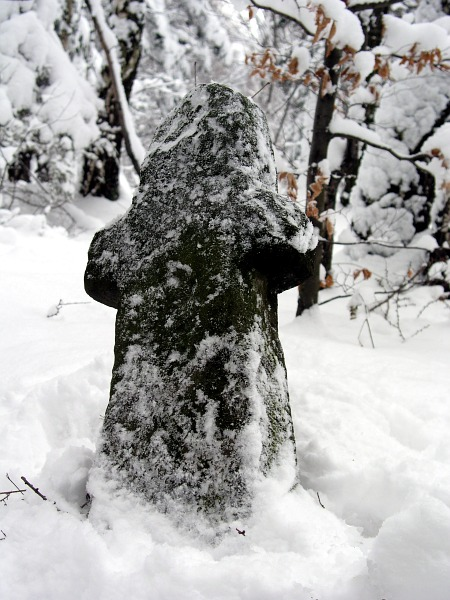
Krzyż kamienny na stoku Łazka, w przysiółku Barujec
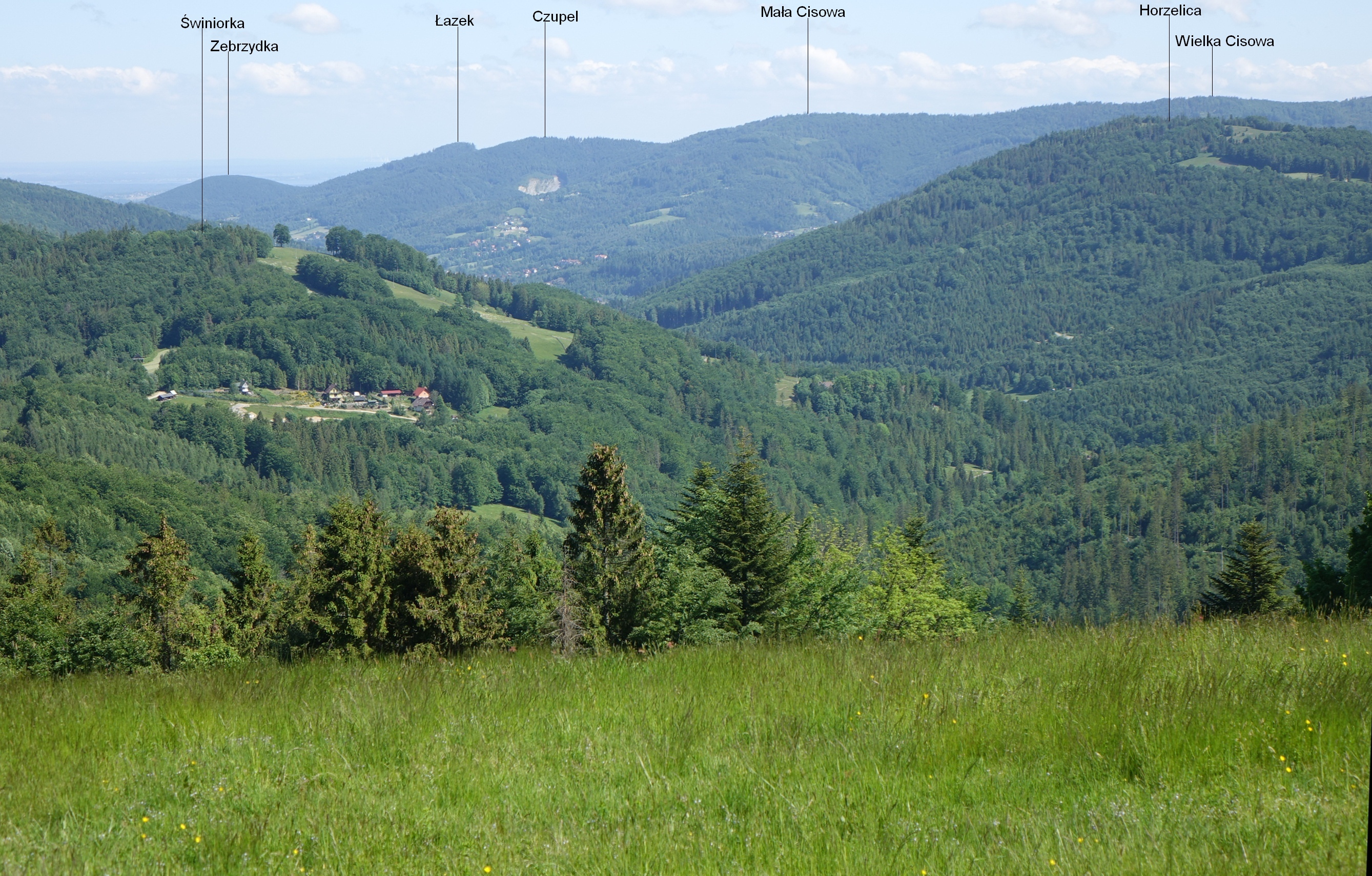
Widok z Trzech Kopców Wiślańskich

## Szlaki turystyczne
Przez Łazek (omijając jednak szczyt) prowadzi czerwony szlak turystyczny z Jaworza Nałęża na Błatnią. Na północnym zboczu góry, przy szlaku czerwonym, kończy się niebieski szlak z Zebrzydki. Z przełęczy Liszka między Łazkiem a Czuplem schodzi nieznakowana droga, którą można zejść do doliny Brennicy.
 Jaworze, Nałęże, biwak ZHP – Łazek – Czupel – Mały Cisowy – Wielka Cisowa – Błatnia. Odległość 4,7 km, suma podejść 340 m, czas przejścia 1:50 godz., z powrotem 1:20 godz.
 Brenna, Górki Wielkie – Zebrzydka – Liszka – Łazek.